# Індо-середземноморська раса
Індо-середземноморська раса — мала раса в складі великої європеоїдної раси. Поширена уздовж узбережжя Середземного моря, Чорного моря і далі на схід через Передню Азію до Північної Індії.

## Народження і вживання терміна
Радянський антрополог Н. Чєбоксаров виділив індо-середземноморську малу расу, або расу другого порядку, у складі великої європеоїдної раси. Точно така ж схема расової класифікації представлена у підручнику антропології Я. Я. Рогінський і М. Г. Левіна (1963 року).
Усередині індо-середземноморської раси виділяють кілька відмінних в деталях дискретних варіантів, зокрема:
Середземноморський тип характеризується середнім зростом, астенічною статурою, як правило, високим обличчям, чорним або переважно темним волоссям і очима мигдалеподібного розрізу, більш-менш смаглявою шкірою, густим ростом бороди, довгим і вузьким носом з прямою спинкою, більш товстими, ніж у північних європеоїдів губами і доліхокефалією.
Індо-іранський тип характеризується чорним кольором волосся, темно-коричневим або чорним кольором очей, помірним ростом волосся на грудях у чоловіків, середньою або великою довжиною тіла, мезо- або доліхокефальною формою черепа, малою або середньою шириною обличчя, прямою або опуклою формою носа.
Східний тип характеризується стрункими людьми помірного зросту, вкрай доліхоцефальні, з виступаючою потилицею, вузьким і довгим обличчям і вузьким носом, прямим або орлиним, колір волосся майже завжди чорний, а шкіра темна.
Понтійський тип характеризується мезокефалією або субдоліхокефалією, невеликими абсолютними розмірами голови та обличчя, темною або змішаною пігментацією волосся і очей, високим переніссям, прямою спинкою вузького носа, з опущеним кінчиком і основою, порівняно сильним випинанням носа, ортохейлією, середнім або сильним ростом бороди, доліхоморфною статурою, високим зростом. Поширений в причорноморському регіоні.
Каспійський тип характерезуються середнім зростом, густою бородою, смаглявим кольором шкіри, вузьким обличчям, мигдалеподібними темними очима, злегка опуклим носом і темною пігментацією волосся. Каспійський тип відрізняється від більш північного понтійського типу граційністю, більш прямим носом і рідкістю світлих очей.

## Відмінні ознаки
Відрізняється темною пігментацією волосся і очей, смаглявою шкірою, хвилястим волоссям, вузьким обличчям, прямою або опуклою спинкою вузького носа, доліхокефалією або, рідше, мезокефалією, доліхоморфною статурою, помірним розвитком третинного волосяного покрива, високим (Північна Індія) і низьким (Середземномор'я) зростом.

## Поширення
Поширена в Південній Європі, Північній Африці, Аравії, Іраку, Ірані, Північній Індії. На північних кордонах ареалу плавно переходить в балкано-кавказьку расу, на південно-західних — в ефіопську і негритянську, на південно-східних — в дравідійську.